# أولغا رومانوفسكايا
أولغا رومانوفسكايا (الأوكرانية: Ольга Романовська ، الروسية: Ольга Романовская المعروفة أيضًا باسم أولغا كورياجينا ، (الأوكرانية: Ольга Корягіна ؛ من مواليد 22 يناير 1986 في ميكولايف ، ميكولايف أوبلاست ، الأوكرانية الاشتراكية السوفياتية) هي مغنية ومقدمة برامج تلفزيونية ومصممة أزياء وعارضة أزياء أوكرانية.

## مسار مهني
في بداية عام 2006 ، ظهرت وظيفة شاغرة في فرقة فيا جرا. رفضت نادية أولكساندريفنا المشاركة في المشروع. تم تنظيم عملية اختيار في مكانها ، وفازت بها أولغا كورياجينا. لكن لسبب ما ، تم التعاقد مع كريستينا كوتز هوتليب ، ملكة جمال دونيتسك 2003. بعد ثلاثة أشهر ، أصبح من الواضح للمنتجين أن الفتاة لا تتناسب مع الفريق ، وتقرر منح أولغا فرصة ، والتي استخدمتها بنجاح. في 10 أبريل 2006 ، تم تقديمها كعضو جديد في الفرقة. في ذلك الوقت ، كانت الفتاة طالبة في السنة الثالثة في فرع ميكولايف التابع لجامعة كييف الوطنية للثقافة والفنون في كلية الفنون الزخرفية والفنون التطبيقية ، وتخصصت في معالجة النسيج. شاركت أولغا أيضًا في العروض وجلسات التصوير كنموذج في مسقط رأسها نيكولاييف.
في مارس 2007 ، أعلنت عليا حملها وترك الفرقة. كان آخر أداء لها كجزء من فرقة فيا في 16 أبريل.